# Las musas de Rorschach
Las musas de Rorschach es un libro de relatos que reúne tres cuentos que abordan el tema del doble, la inspiración de los escritores y el azar. La portada de la obra está ilustrada con un cuadro pintado para la ocasión por el artista Miguel Ángel Ropero.

## Sinopsis
El libro es un caso de serendipia, pues surge de la constatación de dos de sus autores de que poseen dos relatos semejantes. Antes de ser publicados los editores descubrieron el tercero, también similar a los otros dos.
- Luis García Montero abre el libro con "Dedicatoria", un relato ambientado en la ciudad de Logroño y el Ateneo Riojano que narra la historia de un profesor universitario que acude a un tribunal pero que acaba topándose con su doble y su musa.
- Javier Casis Arín aporta su cuento "Querida Luisa", una narración fantástica cuyo argumento funciona como antecedente de La invención de Morel, de Adolfo Bioy Casares. El protagonista, al fallecer su esposa, manda construir una máquina capaz de vencer a la muerte.
- Luis M.ª Díez Merino cierra el volumen con "Los motivos de Rozman", un relato en el que al tema del doble y la inspiración del artista se suma Adolfo Bioy Casares como protagonista del texto.

## Casualidades
- La introducción "Seguro azar" abunda en el conjunto de casualidades necesarias que hacen del proceso de edición de este libro un caso de serendipia.
- A pesar de sus semejanzas argumentales los relatos están escritos por los autores en tiempo y forma diferentes, incluso antes de que se conocieran personalmente.
- El libro fue presentado el 23 de junio de 2008 en el Ateneo Riojano, escenario literario de uno de los relatos.
- En la ilustración de portada aparecen tres personajes, a pesar de estar dibujada cuando el libro solo contaba con dos de sus tres autores.
- El relato "Dedicatoria" de Luis García Montero es una de las pocas piezas de prosa publicadas por este poeta.